# 中学生の基礎英語 レベル2
『中学生の基礎英語 レベル2』（ちゅうがくせいのきそえいご・レベルツー）は、NHKラジオ第2放送で2021年4月から、毎週月曜から金曜に放送されている語学講座番組である。
そもそもは続基礎英語→基礎英語2として、中学2年生程度のレベルの英語学習を行う番組であったが、2021年4月の英語語学講座番組の再々編の一環として、中学生2・3年生レベルの英語力を養う内容となった。放送では中学2年生半ばレベルの段階から初めて、1年間で中学卒業レベルの文法や英語表現までをマスターできるようにしていく。NHKが独自に表している読解力レベルはA1-A2とされている。

## 放送日時
- 初回放送：月曜～金曜 5:15～5:30（NHK-FM）
- 再放送（いずれもラジオ第2）
  - 月曜～金曜 6:15～6:30
  - 同19:00～19:15
  - 同21:15～21:30

※2022年4月以後は、2025年度に計画している、ラジオ第2の廃止へ向けての実証実験の一環として、6:15の放送のみNHK-FM放送でも同時に放送していたほか、土曜日の22:15-23:30の枠に、1週間分の再放送を行っている。2024年度は初回放送を6:15-6:30から移動しFMで行い、ラジオ第2は6時台の初回を含めチャンネルを変えた再放送のみとなった。2025年度はFM放送を23:45-翌0:00に移動する。またラジオ第2の放送を6:30-6:45に移動し再び初回放送となる。
また、らじる★らじるでの聞き逃しサービスも行っている。

## 講師
2025年度
- 工藤洋路（玉川大学教授）

2023年～2024年度
- 松本茂（東京国際大学教授）

2022年度
- 中野達也（駒沢女子大学教授）

2021年度
- 高田智子（明海大学教授）

## 出演者
2025年度
- 藤森慎吾（オリエンタルラジオ）
- ナーリー

2023年度～2024年度
- マイケル・ターピン
- アニャ・フロリス

2022年度
- スチュアート・オー
- アニャ・フローリス

2021年度
- ジェフ・ハッシュ
- キンバリー・ティアニー

## 放送内容
2025年度
- 4月：ふだんは、あまり秋葉原には来ないんだ。

2024年度
- 4月：具体的な質問ができるようになろう
- 5月：比べて気づいたことを話せるようになろう
- 6月：提案や助言ができるようになろう
- 7月：予定や希望を話し合えるようになろう
- 8月：中学英語をイチから復習しよう
- 9月：状況や事情を説明できるようになろう
- 10月：賛成反対や好き嫌いの理由を説明できるようになろう
- 11月：経験をふまえて意見や感想が言えるようになろう
- 12月：将来のことについて語り合えるようになろう
- 1月：相談したり相談にこたえたりすることができるようになろう
- 2月：励ますことができるようになろう
- 3月：感謝の気持ちをていねいに表現できるようになろう

2023年度
- 4月：ことばの意味を説明できるようになろう
- 5月：計画を話し合えるようになろう
- 6月：アドバイスができるようになろう
- 7月：予定について具体的に説明できるようになろう
- 8月：1か月で重要ポイント 総まとめ!
- 9月：状況をたずねたり、説明したりできるようになろう
- 10月：賛成反対や好き嫌いの理由を説明できるようになろう
- 11月：意見や感想を具体的に述べられるようになろう
- 12月：将来のことについて語り合えるようになろう
- 1月：相談にのったり、相談にこたえたりできるようになろう
- 2月：励ましたり、応援したりできるようになろう
- 3月：感謝の気持ちを丁寧に表現できるようになろう

2022年度
- 4月：いろいろなことを質問しよう
- 5月：誘ったり提案したりしよう
- 6月：思いや考えを具体的に話そう
- 7月：計画や目的を具体的に伝えよう
- 8月：4月～7月の復習
- 9月：やり方をくわしく説明しよう
- 10月：比べて話そう
- 11月：見聞きしたことを伝えよう
- 12月：経験や続けていることを話そう
- 1月：情報を加えて具体的に説明しよう
- 2月：架空の話をしよう
- 3月：さまざまな表現でくわしく話してみよう

2021年度
- 4月：何が好きか伝えよう
- 5月：友だちに声をかけてみよう
- 6月：提案してみよう
- 7月：過去のできごとを話してみよう
- 8月：1か月で重要ポイント 総まとめ!
- 9月：「いちばんなもの」を言ってみよう
- 10月：自分の考えを言ってみよう
- 11月：経験したことを聞いてみよう
- 12月：持ち物について説明してみよう
- 1月：人に言われたことを話してみよう
- 2月：感謝の気持ちを伝えよう
- 3月：夢や希望について語ろう!